# Rdestnica nawodna
Rdestnica nawodna (Potamogeton nodosus Poir.) – gatunek byliny należący do rodziny rdestnicowatych (Potamogetonaceae). 

## Rozmieszczenie geograficzne
Rdestnica nawodna rośnie w wodach płynących na obu półkulach i na wszystkich kontynentach z wyjątkiem Antarktydy. W Europie występuje we wschodniej i środkowej części, północna granica jej zasięgu sięga po 57°, a w Ameryce Północnej po 50° szerokości geograficznej. W Polsce jest dość rzadka. Częściej występuje w południowej części kraju, głównie w dorzeczu Warty, Wieprza i Sanu. W Karpatach znane są tylko 3 stanowiska: w miejscowości Dąbrówka w dolinie Skawy, w Hłomczy na Pogórzu Dynowskim i w Rzeszowie na Pogórzu Strzyżowskim.

## Morfologia

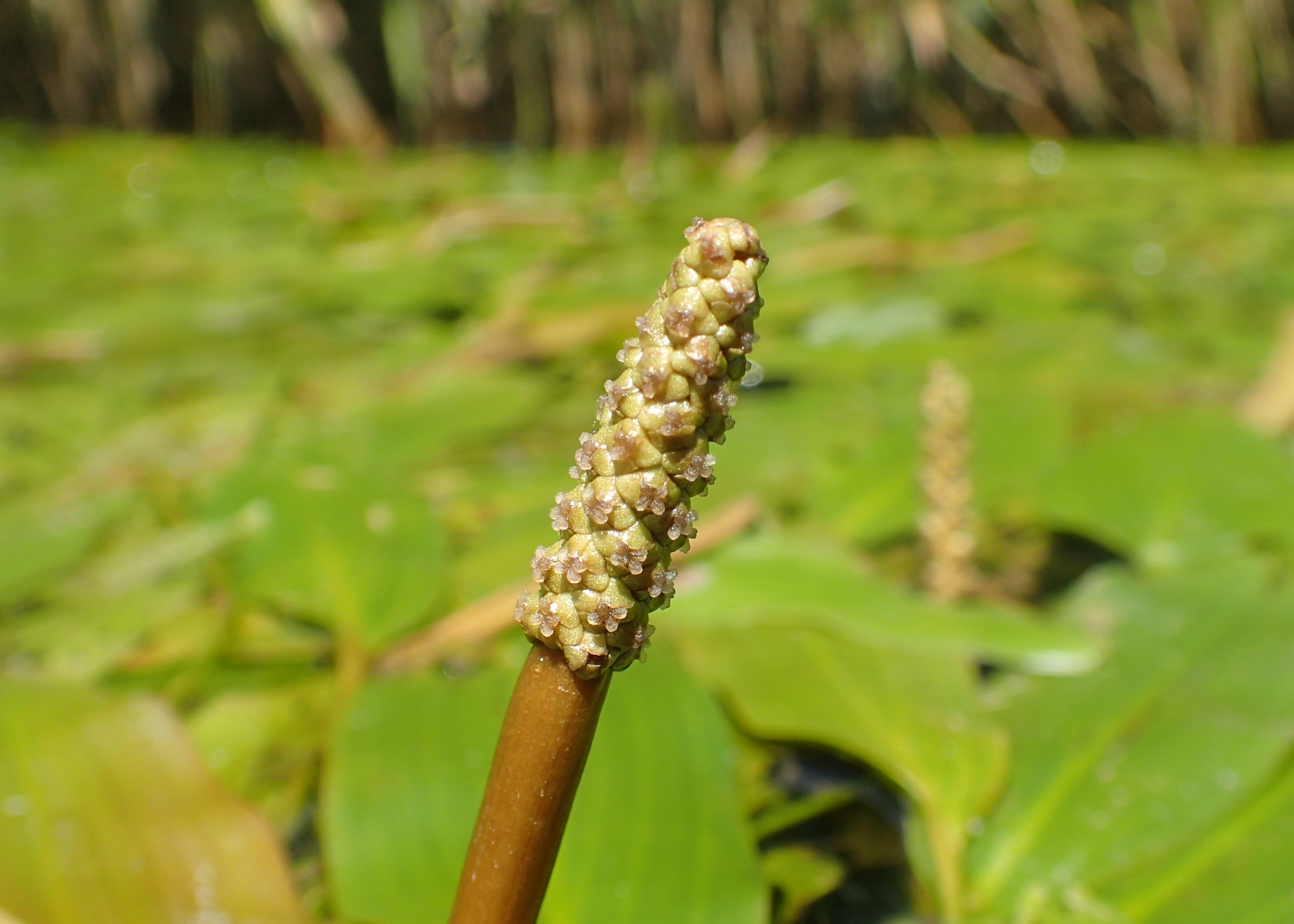
Kwiatostan

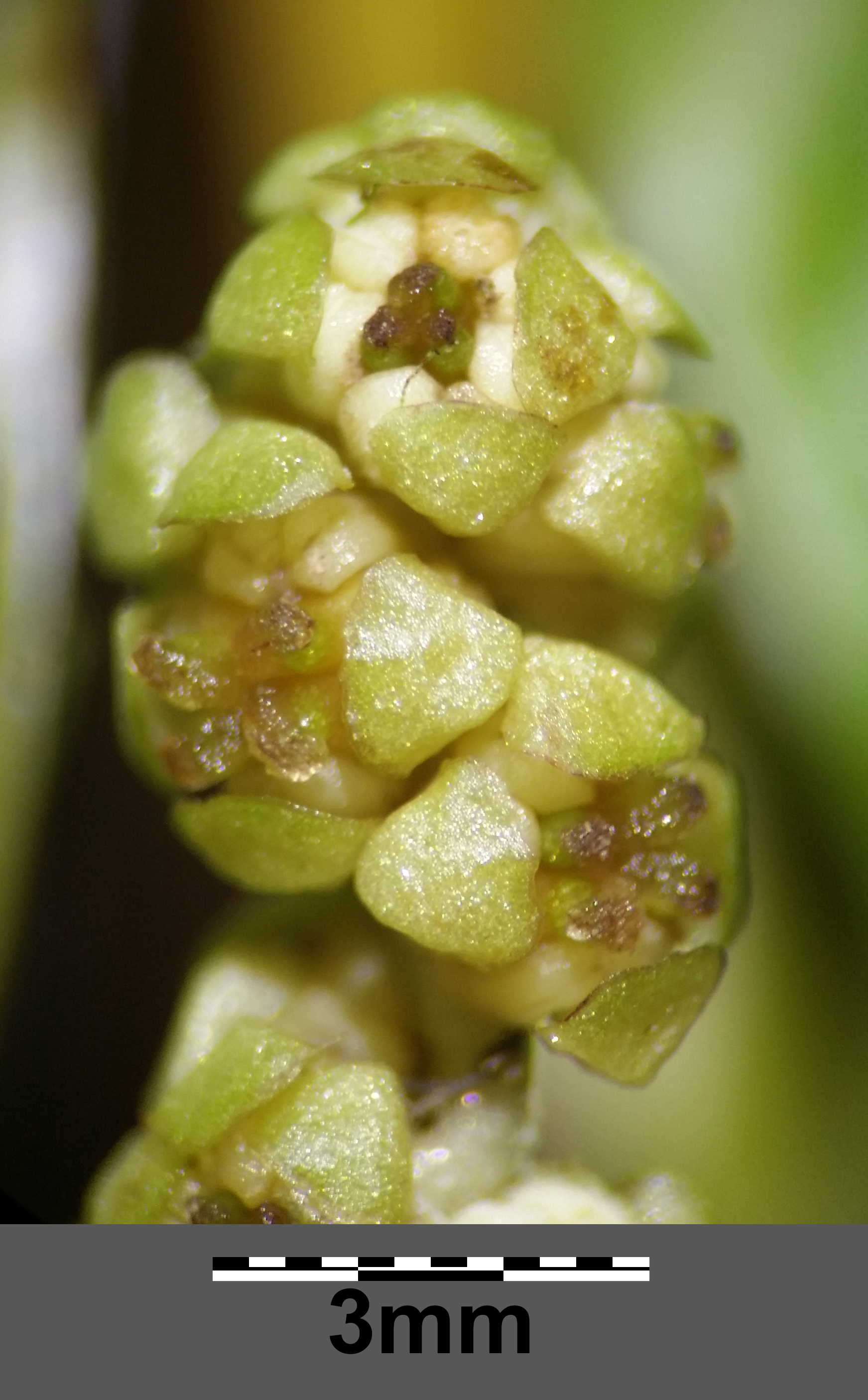
Kwiaty

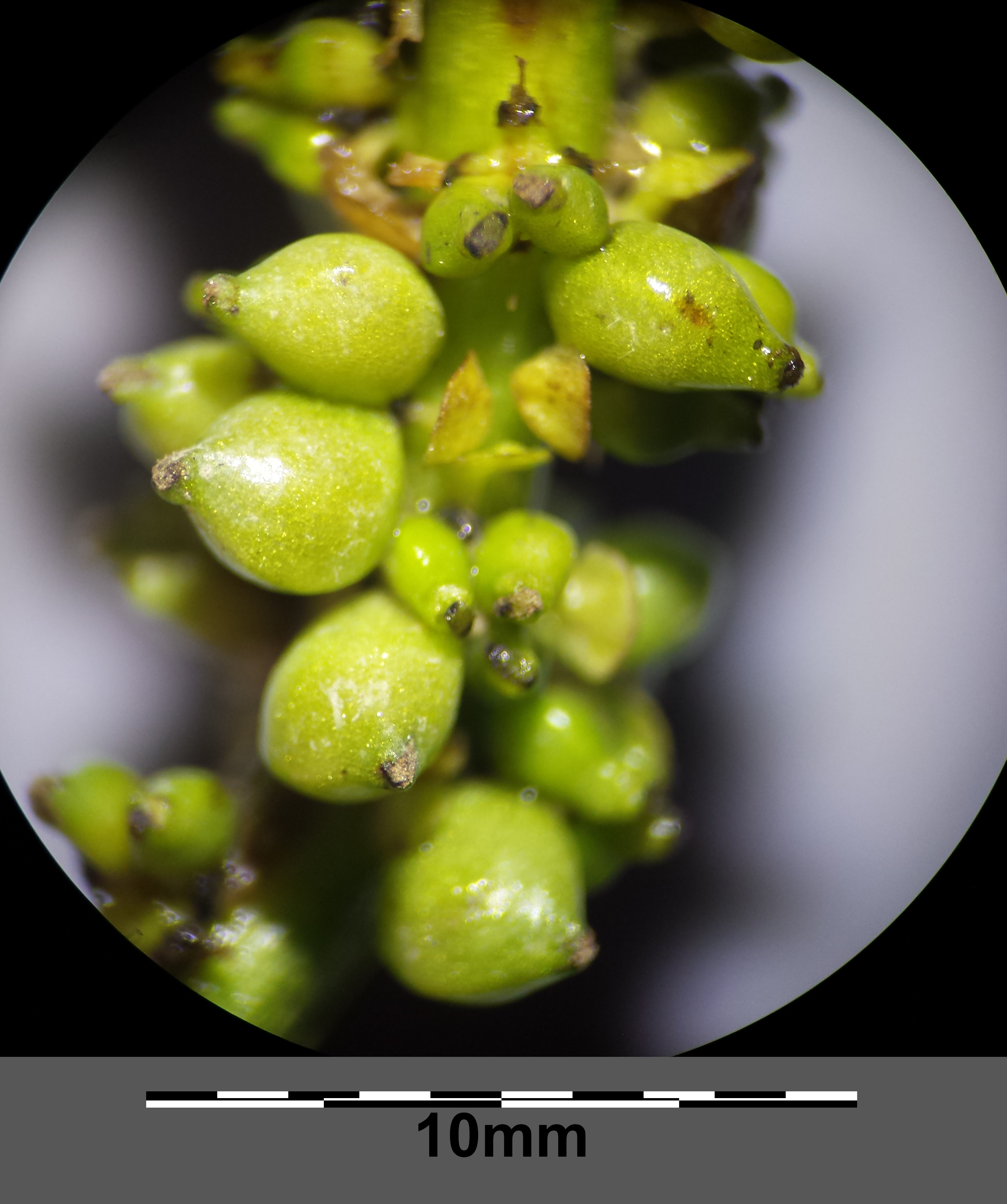
Owoce

ŁodygaOsiąga długość do 2,5 m. Wyrasta z trwałego, obłego kłącza o różnej grubości.
LiścieJest gatunkiem różnolistnym. Wiosną na podwodnej części pędu wyrastają na ogonkach półprzeźroczyste liście o ostrym wierzchołku. Gdy pęd dosięgnie powierzchni wody, rozwijają się na nim skórzaste liście pływające, a liście podwodne stopniowo zanikają, tak że w okresie kwitnienia roślina zazwyczaj nie posiada już liści podwodnych. Liście pływające mają szerokość 2,5–5 cm, długość do 15 cm, mają zaostrzony szczyt i klinowatą nasadę, nie posiadają fałdów, a ich ogonki liściowe nie są rynienkowate. Mają wypełnione gazami duże przestwory międzykomórkowe, dzięki czemu utrzymują się na powierzchni wody.
KwiatyZebrane w kłosy na sztywnych szypułach, górą znacznie zgrubiałych (są około dwukrotnie grubsze od łodygi). Powstają tuż pod powierzchnią wody, ale podczas kwitnienia wyrastają tuż nad powierzchnię. Ich wynurzanie się następuje wskutek powiększania się podczas dojrzewania przestworów międzykomórkowych.
OwoceOrzeszki o długości do. 3,5 mm z ostrym skrzydełkiem i krótkim, prostym lub zakrzywionym dzióbkiem na brzusznej stronie.
Gatunki podobneRdestnica pływająca. Ma liście pływające o zaokrąglonej nasadzie i zaokrąglonym szczycie, znacznie różniące się od liści podwodnych, które są bezogonkowe, wąskie i długie.

## Biologia i ekologia

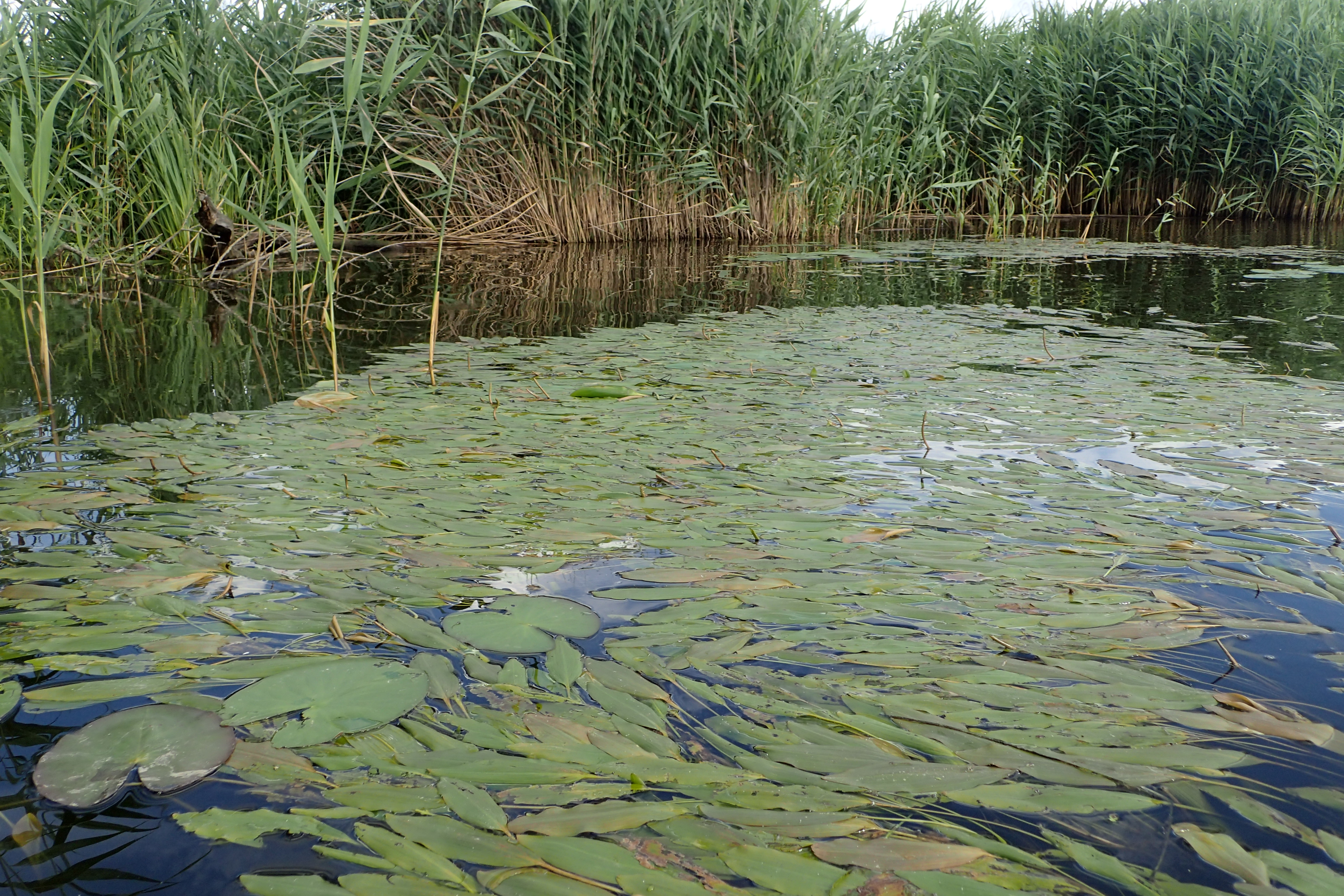
Płat rdestnicy nawodnej w dolnej Odrze

RozwójBylina, hydrofit o biologii rozwoju bardzo podobnej do rdestnicy pływającej. Gdy rośnie w miejscu o małej ilości wody tworzy formę lądową, charakteryzującą się silnie skróconą łodygą i skórzastymi liśćmi podobnymi do liści pływających. Kwitnie od czerwca do sierpnia. Ma kwiaty przedsłupne, zapylane przez wiatr. Po zapyleniu owocostan pogrąża się w wodzie. Po odpadnięciu od niego owoce mogą przez jakiś czas pływać i są wówczas roznoszone przez prądy wodne (hydrochoria). Mogą być zjadane przez ryby i ptaki wodne, ich nasiona przechodzą wówczas niestrawione przez ich układ pokarmowy. W ten sposób zwierzęta te rozprzestrzeniają nasiona (endozoochoria). Mogą się rozprzestrzeniać także po przyczepieniu się do odnóży lub piór ptaków (egzozoochoria). Roślina może się rozmnażać także wegetatywnie przez pączki przetrwalnikowe wytwarzane na kłączach. Po odpadnięciu od rośliny zimują w mule dennym. Zimują również kłącza i pędy leżące na dnie.
SiedliskoWystępuje w wolno płynących rzekach, rzadziej w wodach stojących, jeziorach, starorzeczach i wyrobiskach pożwirowych. Występuje w wodach o głębokości do 3 m. Dość dobrze toleruje wahania poziomu wody i wynurzenie. Występuje zarówno w wodach o dnie mineralnym, jak i organicznym.
GenetykaLiczba chromosomów 2n = 52.

## Zagrożenia i ochrona
Gatunek umieszczony na polskiej czerwonej liście w kategorii VU (narażony).